# Плімутрок
Плімутрок (англ. Plymouth Rock chicken) — породна група курей. Плімутрок -  американська порода домашніх курей. Вона була вперше помічена в штаті Массачусетс в дев'ятнадцятому сторіччі, і протягом більшої частини на початку двадцятого сторіччя була найпопулярнішою породою курей в Сполучених Штатах. Це порода подвійного призначення, тип продуктивності - м'ясо-яєчний. Вона стійка до холоду, легко розмножується.

## Історія
Виведена у США в другій половині XIX ст. шляхом схрещування чорних іспанських півнів з білими кохінхінами, лангшанами та домініканськими курями.
Плімутрок був вперше показаний в Бостоні у 1849 році, але наступних двадцять років — жодної згадки. У 1869 році, в місті Вустер, штат Массачусетс, на сільськогосподарській виставці, D.A.Upham показав трьох дорослих птахів і двох трійок пташенят. Пан D.A.Upham стверджував «Вони були отримані спочатку паном Джозефом Сполдінгом, з Патнам, штат Коннектикут, схрещуванням Домініканських або смугастих півнів і чорних курочок Кохінхінів». Він вибірково отримував смугасте та однотонне оперення, ноги в пір'ї або без.
За іншими версіями порода отримана від схрещування чорних яванських курей з півнем зі смугастим оперенням і одним гребенем.  

## Опис

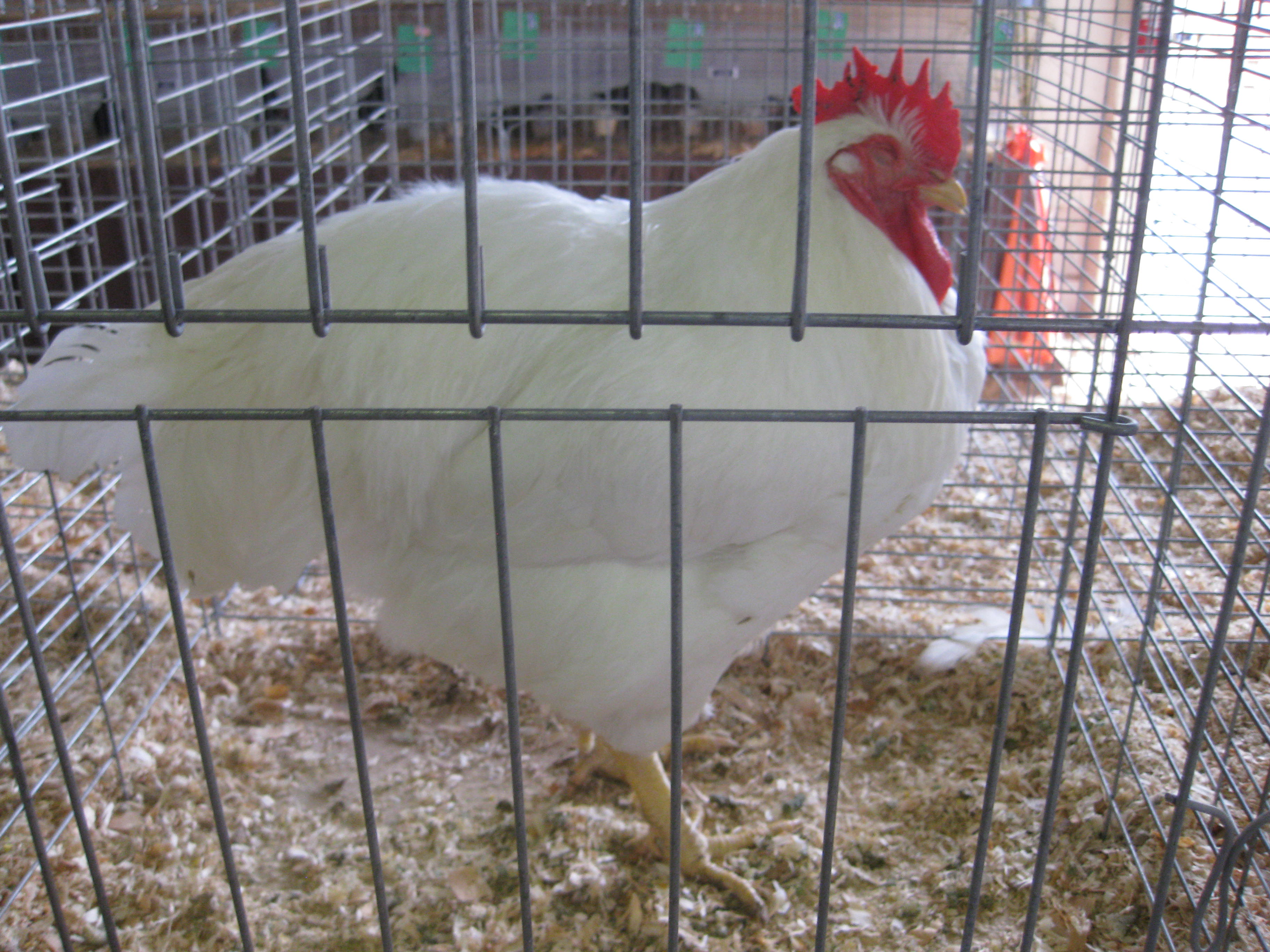
Білий (White Plymouth Rock)

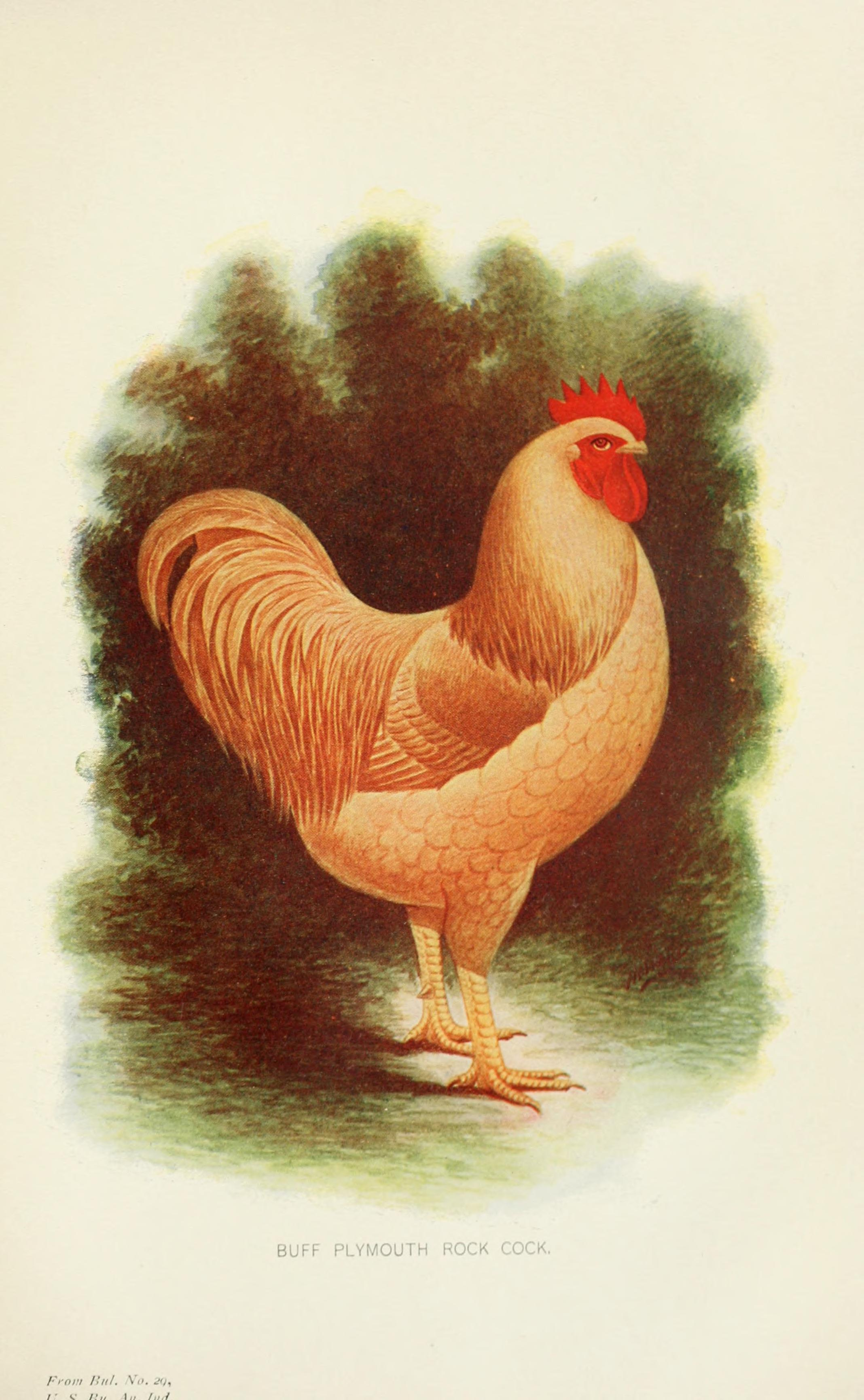
Палевий (Buff Plymouth Rock)

Порода плімутрок характеризується наявністю низького гребеня з вираженою листоподібною формою і п’ятьма зубцями у курочок, а у півнів – на один менше. Гребінь, борідка і вушні мочки яскраво-червоні. Ноги жовті і неоперені. Дзьоб невеликої довжини, дуже міцний на вигляд, і має характерний яскраво-жовтий, майже лимонний колір. Очі блискучі і мають оранжево-червоний колір. Колір оперення курей Плімутрок - від білого до чорного. Зустрічаються вісім варіантів забарвлення:
- сріблястий обв'язаний (Silver Pencilled Plymouth Rock),
- чорний (Black Plymouth Rock),
- палевий (Buff Plymouth Rock),
- коричневий (Partridge Plymouth Rock).
- смугастий (Barred Plymouth Rocks),
- блакитний(Blue Plymouth Rocks),
- колумбійський (Columbian Plymouth Rocks),
- білий (White Plymouth Rock),

Найбільш поширені смугасте і біле забарвлення. Тулуб середньої довжини. Спина досить широка і міцна. Крила середніх габаритів і дуже щільно прилягають до тулуба. Хвіст невеликий за розміром і густо покритий пір’ям, трохи відкинутий назад. Стегно, як і крила, має густе оперення. Важлива особливість породи - жовті плесна.

## Темперамент
Ці кури миролюбні і зовсім не агресивні. Вони ведуть малорухливий спосіб життя, легко пристосовуючись до будь-яких умов. При цьому з великою охотою копошаться у дворі свого курника і не роблять спроб втекти. Пернаті легко запам'ятовують свого господаря і житло. Також їм властива прихильність до людини, і вони без хвилювання можуть їсти хліб з рук господаря.

## Продуктивність
Середня вага півнів породи – 4-5 кг, курей – 2,5-3 кг, несучість – 170-190 штук яєць масою 55-60 гр протягом року. Колір шкаралупи яйця – світло-коричневий.